# Campbell (Flórida)
Campbell é uma Região censo-designada localizada no estado americano de Flórida, no Condado de Osceola.

## Demografia
Segundo o censo americano de 2000, a sua população era de 2677 habitantes.

## Geografia
De acordo com o United States Census Bureau tem uma área de
5,0 km², dos quais 4,9 km² cobertos por terra e 0,1 km² cobertos por água.

## Localidades na vizinhança
O diagrama seguinte representa as localidades num raio de 16 km ao redor de Campbell.